# Орлиное (Иссык-Кульская область)
Орлиное (кирг. Орлиное) — село в Ак-Суйском районе Иссык-Кульской области Кыргызстана. Входит в состав Отрадненского аильного округа. Код СОАТЕ — 41702 205 835 02 0.

## Население
По данным переписи 2009 года, в селе проживало 1067 человек.